# Saison 2016-2017 des Nuggets de Denver
La saison 2016-2017 des Nuggets de Denver est la 41e saison de la franchise en National Basketball Association (NBA).

## Draft
| Tour | Choix | Joueur              | Poste | Nationalité | Provenance                      |
| ---- | ----- | ------------------- | ----- | ----------- | ------------------------------- |
| 1    | 7     | Jamal Murray        | SG    | Canada      | Wildcats du Kentucky            |
| 1    | 15    | Juancho Hernangómez | SF/PF | Espagne     | Estudiantes Madrid (Espagne)    |
| 1    | 19    | Malik Beasley       | SG    | États-Unis  | Seminoles de Florida State      |
| 2    | 53    | Petr Cornelie       | PF    | France      | Le Mans Sarthe Basket (Espagne) |

## Summer League
| Summer League Total: 3-2 |

| Match | Date match | Équipe    | Score        | Meilleur marqueur    | Meilleur rebondeur    | Meilleur passeur     | Lieux Spectateurs    | Série |
| ----- | ---------- | --------- | ------------ | -------------------- | --------------------- | -------------------- | -------------------- | ----- |
| 1     | 8 juillet  | Minnesota | V 88-82      | Emmanuel Mudiay (23) | Emmanuel Mudiay (8)   | Fredette, Mudiay (8) | Thomas & Mack Center | 1 - 0 |
| 2     | 9 juillet  | Memphis   | V 106-62     | Jimmer Fredette (26) | Mateusz Ponitka (10)  | Jamal Murray (4)     | Cox Pavilion         | 2 - 0 |
| 3     | 11 juillet | Miami     | D 81-92      | Jamal Murray (29)    | Juan Hernangómez (12) | Juan Hernangómez (5) | Cox Pavilion         | 2 - 1 |
| 4     | 14 juillet | Utah      | V 80-60      | Jamal Murray (20)    | Cornelie, Sampson (6) | Jimmer Fredette (4)  | Cox Pavilion         | 3 - 1 |
| 5     | 16 juillet | Phoenix   | D 81-82 (OT) | Jamal Murray (29)    | Juan Hernangómez (12) | Juan Hernangómez (4) | Thomas & Mack Center | 3 - 2 |

## Pré-saison
| Pré-saison Total: 4-4 (Domicile : 1-1 ; Extérieur : 3-3) |

| Match | Date match | Équipe          | Score          | Meilleur marqueur     | Meilleur rebondeur  | Meilleur passeur    | Lieux Spectateurs            | Série |
| ----- | ---------- | --------------- | -------------- | --------------------- | ------------------- | ------------------- | ---------------------------- | ----- |
| 1     | 3 octobre  | @ Toronto       | V 108-106      | Jusuf Nurkić (15)     | Jusuf Nurkić (10)   | Will Barton (5)     | Scotiabank Saddledome        | 1 - 0 |
| 2     | 7 octobre  | @ L.A. Lakers   | V 101-97       | Will Barton (20)      | Jusuf Nurkić (14)   | Mudiay, Murray (6)  | Staples Center               | 2 - 0 |
| 3     | 9 octobre  | @ L.A. Lakers   | D 115-124      | Jusuf Nurkić (21)     | Jusuf Nurkić (16)   | Emmanuel Mudiay (7) | Citizens Business Bank Arena | 2 - 1 |
| 4     | 12 octobre | @ Minnesota     | D 88-105       | Wilson Chandler (16)  | Faried, Toupane (7) | Axel Toupane (3)    | Pinnacle Bank Arena          | 2 - 2 |
| 5     | 14 octobre | Golden State    | D 128-129 (OT) | Danilo Gallinari (19) | Nikola Jokić (10)   | Jamal Murray (7)    | Pepsi Center                 | 2 - 3 |
| 6     | 16 octobre | @ Portland      | V 106-97       | Wilson Chandler (18)  | Jusuf Nurkić (9)    | Will Barton (7)     | Moda Center                  | 3 - 3 |
| 7     | 18 octobre | @ Oklahoma City | D 87-97        | Danilo Gallinari (18) | Jusuf Nurkić (13)   | Will Barton (4)     | Chesapeake Energy Arena      | 3 - 4 |
| 8     | 21 octobre | Dallas          | V 101-75       | Danilo Gallinari (16) | Kenneth Faried (9)  | Jokić, Nelson (4)   | Pepsi Center                 | 4 - 4 |

## Saison régulière
| Saison régulière Total: 40-42 (Domicile : 22-20 ; Extérieur : 18-22) |

| Match | Date match | Équipe                | Score          | Meilleur marqueur  | Meilleur rebondeur  | Meilleur passeur    | Lieux Spectateurs    | Série |
| ----- | ---------- | --------------------- | -------------- | ------------------ | ------------------- | ------------------- | -------------------- | ----- |
| 1     | 26 octobre | @ La Nouvelle-Orléans | V 105-100      | Jusuf Nurkić (23)  | Kenneth Faried (14) | Trois joueurs (3)   | Smoothie King Center | 1 - 0 |
| 2     | 29 octobre | Portland              | D 113-115 (OT) | Nikola Jokić (23)  | Nikola Jokić (17)   | Emmanuel Mudiay (4) | Pepsi Center         | 1 - 1 |
| 3     | 31 octobre | @ Toronto             | D 102-105      | Trois joueurs (16) | Jusuf Nurkić (18)   | Emmanuel Mudiay (4) | Air Canada Centre    | 1 - 2 |

| Match | Date match  | Équipe        | Score          | Meilleur marqueur      | Meilleur rebondeur   | Meilleur passeur      | Lieux Spectateurs          | Série  |
| ----- | ----------- | ------------- | -------------- | ---------------------- | -------------------- | --------------------- | -------------------------- | ------ |
| 4     | 3 novembre  | @ Minnesota   | V 102-99       | Danilo Gallinari (19)  | Jameer Nelson (7)    | Jameer Nelson (7)     | Target Center              | 2 - 2  |
| 5     | 5 novembre  | @ Détroit     | D 86-103       | Wilson Chandler (21)   | Jusuf Nurkić (12)    | Jameer Nelson (4)     | Palace of Auburn Hills     | 2 - 3  |
| 6     | 6 novembre  | @ Boston      | V 123-107      | Emmanuel Mudiay (30)   | Kenneth Faried (11)  | Jameer Nelson (7)     | TD Garden                  | 3 - 3  |
| 7     | 8 novembre  | @ Memphis     | D 107-108      | Emmanuel Mudiay (23)   | Kenneth Faried (11)  | Emmanuel Mudiay (7)   | FedExForum                 | 3 - 4  |
| 8     | 10 novembre | Golden State  | D 101-125      | Jamal Murray (14)      | Kenneth Faried (11)  | Jamal Murray (6)      | Pepsi Center               | 3 - 5  |
| 9     | 12 novembre | Détroit       | D 95-106       | Emmanuel Mudiay (19)   | Wilson Chandler (10) | Gary Harris (4)       | Pepsi Center               | 3 - 6  |
| 10    | 13 novembre | @ Portland    | D 105-112      | Gallinari, Murray (19) | Kenneth Faried (14)  | Nikola Jokić (3)      | Moda Center                | 3 - 7  |
| 11    | 16 novembre | Phoenix       | V 120-104      | Wilson Chandler (28)   | Kenneth Faried (15)  | Emmanuel Mudiay (6)   | Pepsi Center               | 4 - 7  |
| 12    | 18 novembre | Toronto       | D 111-113 (OT) | Mudiay, Chandler (25)  | Nikola Jokić (12)    | Emmanuel Mudiay (9)   | Pepsi Center               | 4 - 8  |
| 13    | 20 novembre | Utah          | V 105-91       | Jamal Murray (18)      | Jusuf Nurkić (11)    | Gallinari, Mudiay (8) | Pepsi Center               | 5 - 8  |
| 14    | 22 novembre | Chicago       | V 110-107      | Jamal Murray (24)      | Jusuf Nurkić (14)    | Jameer Nelson (7)     | Pepsi Center               | 6 - 8  |
| 15    | 23 novembre | @ Utah        | D 83-108       | Jamal Murray (23)      | Kenneth Faried (10)  | Nikola Jokić (6)      | Vivint Smart Home Arena    | 6 - 9  |
| 16    | 25 novembre | Oklahoma City | D 129-132 (OT) | Wilson Chandler (32)   | Wilson Chandler (11) | Jameer Nelson (13)    | Pepsi Center               | 6 - 10 |
| 17    | 27 novembre | @ Phoenix     | V 120-114      | Wilson Chandler (25)   | Nikola Jokić (11)    | Emmanuel Mudiay (6)   | Talking Stick Resort Arena | 7 - 10 |
| 18    | 30 novembre | Miami         | D 98-106       | Quatre joueurs (17)    | Nikola Jokić (14)    | Jameer Nelson (8)     | Pepsi Center               | 7 - 11 |

| Match | Date match  | Équipe           | Score     | Meilleur marqueur     | Meilleur rebondeur       | Meilleur passeur    | Lieux Spectateurs        | Série   |
| ----- | ----------- | ---------------- | --------- | --------------------- | ------------------------ | ------------------- | ------------------------ | ------- |
| 19    | 2 décembre  | Houston          | D 110-128 | Wilson Chandler (24)  | Kenneth Faried (10)      | Emmanuel Mudiay (6) | Pepsi Center             | 7 - 12  |
| 20    | 3 décembre  | @ Utah           | D 98-105  | Chandler, Barton (20) | Kenneth Faried (6)       | Jameer Nelson (7)   | Vivint Smart Home Arena  | 7 - 13  |
| 21    | 5 décembre  | @ Philadelphie   | V 106-98  | Danilo Gallinari (24) | Jusuf Nurkić (10)        | Jameer Nelson (4)   | Wells Fargo Center       | 8 - 13  |
| 22    | 7 décembre  | @ Brooklyn       | D 111-116 | Wilson Chandler (27)  | Wilson Chandler (15)     | Jameer Nelson (5)   | Barclays Center          | 8 - 14  |
| 23    | 8 décembre  | @ Washington     | D 85-92   | Nikola Jokić (17)     | Nikola Jokić (11)        | Jameer Nelson (8)   | Verizon Center           | 8 - 15  |
| 24    | 10 décembre | @ Orlando        | V 121-113 | Danilo Gallinari (21) | Kenneth Faried (10)      | Nikola Jokić (6)    | Amway Center             | 9 - 15  |
| 25    | 12 décembre | @ Dallas         | D 92-112  | Nikola Jokić (27)     | Nikola Jokić (11)        | Trois joueurs (4)   | American Airlines Center | 9 - 16  |
| 26    | 15 décembre | Portland         | V 132-120 | Danilo Gallinari (27) | Kenneth Faried (9)       | Gary Harris (6)     | Verizon Center           | 10 - 16 |
| 27    | 17 décembre | New York         | V 127-114 | Kenneth Faried (25)   | Nikola Jokić (9)         | Jokić, Mudiay (5)   | Pepsi Center             | 11 - 16 |
| 28    | 19 décembre | Dallas           | V 117-107 | Nikola Jokić (27)     | Nikola Jokić (15)        | Nikola Jokić (9)    | Pepsi Center             | 12 - 16 |
| 29    | 20 décembre | @ L. A. Clippers | D 102-119 | Will Barton (22)      | Kenneth Faried (11)      | Jameer Nelson (6)   | Staples Center           | 12 - 17 |
| 30    | 23 décembre | Atlanta          | D 108-109 | Danilo Gallinari (21) | Gallinari, Chandler (11) | Nikola Jokić (6)    | Pepsi Center             | 12 - 18 |
| 31    | 26 décembre | @ L. A. Clippers | V 106-102 | Nikola Jokić (24)     | Danilo Gallinari (11)    | Nelson, Barton (6)  | Staples Center           | 13 - 18 |
| 32    | 28 décembre | Minnesota        | V 105-103 | Danilo Gallinari (18) | Nikola Jokić (8)         | Nikola Jokić (11)   | Pepsi Center             | 14 - 18 |
| 33    | 30 décembre | Philadelphie     | D 122-124 | Nikola Jokić (25)     | Wilson Chandler (9)      | Mudiay, Nelson (5)  | Pepsi Center             | 14 - 19 |

| Match | Date match | Équipe          | Score     | Meilleur marqueur     | Meilleur rebondeur  | Meilleur passeur     | Lieux Spectateurs          | Série   |
| ----- | ---------- | --------------- | --------- | --------------------- | ------------------- | -------------------- | -------------------------- | ------- |
| 34    | 2 janvier  | @ Golden State  | D 119-127 | Chandler, Jokić (21)  | Nikola Jokić (13)   | Nikola Jokić (5)     | Oracle Arena               | 14 - 20 |
| 35    | 3 janvier  | Sacramento      | D 113-120 | Danilo Gallinari (24) | Nikola Jokić (7)    | Emmanuel Mudiay (6)  | Pepsi Center               | 14 - 21 |
| 36    | 5 janvier  | San Antonio     | D 99-127  | Nikola Jokić (19)     | Nikola Jokić (11)   | Trois joueurs (5)    | Pepsi Center               | 14 - 22 |
| 37    | 7 janvier  | @ Oklahoma City | D 106-121 | Wilson Chandler (24)  | Nurkić, Faried (10) | Jameer Nelson (8)    | Chesapeake Energy Arena    | 14 - 23 |
| 38    | 12 janvier | Indiana         | V 140-112 | Nikola Jokić (22)     | Nikola Jokić (10)   | Jokić, Mudiay (7)    | O2 Arena, Londres          | 15 - 23 |
| 39    | 16 janvier | Orlando         | V 125-112 | Nikola Jokić (30)     | Nikola Jokić (11)   | Emmanuel Mudiay (13) | Pepsi Center               | 16 - 23 |
| 40    | 17 janvier | @ L. A. Lakers  | V 127-121 | Nikola Jokić (29)     | Nikola Jokić (15)   | Will Barton (8)      | Staples Center             | 17 - 23 |
| 41    | 19 janvier | @ San Antonio   | D 104-118 | Nikola Jokić (35)     | Nikola Jokić (12)   | Jameer Nelson (9)    | AT&T Center                | 17 - 24 |
| 42    | 21 janvier | L. A. Clippers  | V 123-98  | Nikola Jokić (19)     | Nikola Jokić (10)   | Jameer Nelson (8)    | Pepsi Center               | 18 - 24 |
| 43    | 22 janvier | @ Minnesota     | D 108-111 | Gary Harris (22)      | Nikola Jokić (8)    | Will Barton (6)      | Target Center              | 18 - 25 |
| 44    | 24 janvier | Utah            | V 103-93  | Nikola Jokić (23)     | Nikola Jokić (11)   | Jameer Nelson (7)    | Pepsi Center               | 19 - 25 |
| 45    | 26 janvier | Phoenix         | V 127-120 | Nikola Jokić (29)     | Nikola Jokić (14)   | Jameer Nelson (9)    | Pepsi Center               | 20 - 25 |
| 46    | 28 janvier | @ Phoenix       | V 123-112 | Danilo Gallinari (32) | Kenneth Faried (13) | Jameer Nelson (6)    | Talking Stick Resort Arena | 21 - 25 |
| 47    | 31 janvier | @ L. A. Lakers  | D 116-120 | Wilson Chandler (26)  | Kenneth Faried (17) | Jameer Nelson (7)    | Staples Center             | 21 - 26 |

| Match               | Date match  | Équipe        | Score     | Meilleur marqueur     | Meilleur rebondeur   | Meilleur passeur    | Lieux Spectateurs     | Série   |
| ------------------- | ----------- | ------------- | --------- | --------------------- | -------------------- | ------------------- | --------------------- | ------- |
| 48                  | 1er février | Memphis       | D 99-119  | Trois joueurs (14)    | Kenneth Faried (11)  | Emmanuel Mudiay (7) | Pepsi Center          | 21 - 27 |
| 49                  | 3 février   | Milwaukee     | V 121-117 | Wilson Chandler (23)  | Nikola Jokić (13)    | Nikola Jokić (11)   | Pepsi Center          | 22 - 27 |
| 50                  | 4 février   | @ San Antonio | D 97-121  | Jamal Murray (20)     | Jusuf Nurkić (8)     | Will Barton (5)     | AT&T Center           | 22 - 28 |
| 51                  | 6 février   | Dallas        | V 110-87  | Will Barton (31)      | Wilson Chandler (10) | Nikola Jokić (9)    | Pepsi Center          | 23 - 28 |
| 52                  | 8 février   | @ Atlanta     | D 106-117 | Wilson Chandler (24)  | Nikola Jokić (15)    | Jameer Nelson (8)   | Philips Arena         | 23 - 29 |
| 53                  | 10 février  | @ New York    | V 131-123 | Nikola Jokić (40)     | Will Barton (10)     | Jameer Nelson (12)  | Madison Square Garden | 24 - 29 |
| 54                  | 11 février  | @ Cleveland   | D 109-125 | Nikola Jokić (27)     | Nikola Jokić (13)    | Jameer Nelson (8)   | Quicken Loans Arena   | 24 - 30 |
| 55                  | 13 février  | Golden State  | V 132-110 | Juan Hernangómez (27) | Nikola Jokić (21)    | Nikola Jokić (12)   | Pepsi Center          | 25 - 30 |
| 56                  | 15 février  | Minnesota     | D 99-112  | Gary Harris (22)      | Nikola Jokić (14)    | Jameer Nelson (11)  | Pepsi Center          | 25 - 31 |
| All-Star Break 2017 |             |               |           |                       |                      |                     |                       |         |
| 57                  | 23 février  | @ Sacramento  | D 100-116 | Gary Harris (23)      | Jokić, Chandler (10) | Jameer Nelson (6)   | Golden 1 Center       | 25 - 32 |
| 58                  | 24 février  | Brooklyn      | V 129-109 | Gary Harris (25)      | Mason Plumlee (12)   | Mason Plumlee (8)   | Pepsi Center          | 26 - 32 |
| 59                  | 26 février  | Memphis       | D 98-105  | Danilo Gallinari (24) | Nikola Jokić (11)    | Jokić, Chandler (6) | Pepsi Center          | 26 - 33 |
| 60                  | 28 février  | @ Chicago     | V 125-107 | Danilo Gallinari (22) | Nikola Jokić (16)    | Nikola Jokić (10)   | United Center         | 27 - 33 |

| Match | Date match | Équipe              | Score     | Meilleur marqueur     | Meilleur rebondeur     | Meilleur passeur   | Lieux Spectateurs         | Série   |
| ----- | ---------- | ------------------- | --------- | --------------------- | ---------------------- | ------------------ | ------------------------- | ------- |
| 61    | 1er mars   | @ Milwaukee         | V 110-98  | Danilo Gallinari (22) | Nikola Jokić (14)      | Nikola Jokić (10)  | BMO Harris Bradley Center | 28 - 33 |
| 62    | 4 mars     | Charlotte           | D 102-112 | Nikola Jokić (31)     | Nikola Jokić (14)      | Jameer Nelson (5)  | Pepsi Center              | 28 - 34 |
| 63    | 6 mars     | Sacramento          | V 108-96  | Wilson Chandler (36)  | Chandler, Plumlee (12) | Jameer Nelson (6)  | Pepsi Center              | 29 - 34 |
| 64    | 8 mars     | Washington          | D 113-123 | Gary Harris (26)      | Mason Plumlee (10)     | Jameer Nelson (6)  | Pepsi Center              | 29 - 35 |
| 65    | 10 mars    | Boston              | V 119-99  | Wilson Chandler (23)  | Nikola Jokić (10)      | Nikola Jokić (7)   | Pepsi Center              | 30 - 35 |
| 66    | 11 mars    | @ Sacramento        | V 105-92  | Gary Harris (24)      | Nikola Jokić (14)      | Mason Plumlee (8)  | Golden 1 Center           | 31 - 35 |
| 67    | 13 mars    | L. A. Lakers        | V 129-101 | Murray, Barton (22)   | Mason Plumlee (10)     | Gary Harris (7)    | Pepsi Center              | 32 - 35 |
| 68    | 16 mars    | L. A. Clippers      | V 129-114 | Will Barton (35)      | Nikola Jokić (14)      | Nikola Jokić (11)  | Pepsi Center              | 33 - 35 |
| 69    | 18 mars    | Houston             | D 105-109 | Gary Harris (17)      | Mason Plumlee (9)      | Jameer Nelson (11) | Pepsi Center              | 33 - 36 |
| 70    | 20 mars    | @ Houston           | D 124-125 | Gary Harris (28)      | Nikola Jokić (13)      | Jokić, Barton (8)  | Toyota Center             | 33 - 37 |
| 71    | 22 mars    | Cleveland           | V 126-113 | Gary Harris (21)      | Nikola Jokić (10)      | Jameer Nelson (9)  | Pepsi Center              | 34 - 37 |
| 72    | 24 mars    | @ Indiana           | V 125-117 | Nikola Jokić (30)     | Nikola Jokić (17)      | Jameer Nelson (6)  | Bankers Life Fieldhouse   | 35 - 37 |
| 73    | 26 mars    | La Nouvelle-Orléans | D 90-115  | Mason Plumlee (16)    | Nikola Jokić (13)      | Jameer Nelson (5)  | Pepsi Center              | 35 - 38 |
| 74    | 28 mars    | @ Portland          | D 113-122 | Jameer Nelson (23)    | Kenneth Faried (14)    | Nikola Jokić (8)   | Moda Center               | 35 - 39 |
| 75    | 31 mars    | @ Charlotte         | D 114-122 | Nikola Jokić (26)     | Faried, Jokić (13)     | Nikola Jokić (10)  | Time Warner Cable Arena   | 35 - 40 |

| Match | Date match | Équipe                | Score     | Meilleur marqueur     | Meilleur rebondeur       | Meilleur passeur    | Lieux Spectateurs        | Série   |
| ----- | ---------- | --------------------- | --------- | --------------------- | ------------------------ | ------------------- | ------------------------ | ------- |
| 76    | 2 avril    | @ Miami               | V 116-113 | Danilo Gallinari (29) | Nikola Jokić (10)        | Emmanuel Mudiay (9) | American Airlines Arena  | 36 - 40 |
| 77    | 4 avril    | @ La Nouvelle-Orléans | V 134-131 | Danilo Gallinari (28) | Nikola Jokić (12)        | Emmanuel Mudiay (7) | Smoothie King Center     | 37 - 40 |
| 78    | 5 avril    | @ Houston             | D 104-110 | Danilo Gallinari (23) | Nikola Jokić (19)        | Nikola Jokić (9)    | Toyota Center            | 37 - 41 |
| 79    | 7 avril    | La Nouvelle-Orléans   | V 122-106 | Jamal Murray (30)     | Nikola Jokić (12)        | Gary Harris (9)     | Pepsi Center             | 38 - 41 |
| 80    | 9 avril    | Oklahoma City         | D 105-106 | Danilo Gallinari (34) | Gallinari, Chandler (10) | Murray, Harris (5)  | Pepsi Center             | 38 - 42 |
| 81    | 11 avril   | @ Dallas              | V 109-91  | Gary Harris (20)      | Mason Plumlee (9)        | Jamal Murray (10)   | American Airlines Center | 39 - 42 |
| 82    | 12 avril   | @ Oklahoma City       | V 111-105 | Nikola Jokić (29)     | Nikola Jokić (16)        | Nikola Jokić (8)    | Chesapeake Energy Arena  | 40 - 42 |

## Confrontations
| Conférence Est      | Conférence Est                               | Conférence Est                               | Conférence Ouest                             | Conférence Ouest                             | Conférence Ouest                             | Conférence Ouest                             | Conférence Ouest                             |
| Division Atlantique | Division Atlantique                          | Division Atlantique                          | Division Nord-Ouest                          | Division Nord-Ouest                          | Division Nord-Ouest                          | Division Nord-Ouest                          | Division Nord-Ouest                          |
| Équipe              | Domicile                                     | Extérieur                                    | Équipe                                       | Domicile                                     | Domicile                                     | Extérieur                                    | Extérieur                                    |
| ------------------- | -------------------------------------------- | -------------------------------------------- | -------------------------------------------- | -------------------------------------------- | -------------------------------------------- | -------------------------------------------- | -------------------------------------------- |
| Boston              | 119-99                                       | 123-107                                      |                                              |                                              |                                              |                                              |                                              |
| Brooklyn            | 129-109                                      | 111-116                                      | Minnesota                                    | 105-103                                      | 99-112                                       | 102-99                                       | 108-111                                      |
| New York            | 127-114                                      | 131-123                                      | Oklahoma City                                | 129-132 (OT)                                 | 105-106                                      | 106-121                                      |                                              |
| Philadelphie        | 122-124                                      | 106-98                                       | Portland                                     | 113-115 (OT)                                 | 132-120                                      | 105-112                                      | 113-122                                      |
| Toronto             | 111-113 (OT)                                 | 102-105                                      | Utah                                         | 105-91                                       | 103-93                                       | 83-108                                       | 98-105                                       |
|                     | 3–2                                          | 3–2                                          |                                              | 4–4                                          | 4–4                                          | 1–6                                          | 1–6                                          |
| Division            | 6–4                                          | 6–4                                          | Division                                     | 5–10                                         | 5–10                                         | 5–10                                         | 5–10                                         |
| Division Atlantique | Division Atlantique                          | Division Atlantique                          | Division Nord-Ouest                          | Division Nord-Ouest                          | Division Nord-Ouest                          | Division Nord-Ouest                          | Division Nord-Ouest                          |
| Équipe              | Domicile                                     | Extérieur                                    | Équipe                                       | Domicile                                     | Domicile                                     | Extérieur                                    | Extérieur                                    |
| Chicago             | 110-107                                      | 125-107                                      | Golden State                                 | 101-125                                      | 132-110                                      | 119-127                                      |                                              |
| Cleveland           | 126-113                                      | 109-125                                      | L.A. Clippers                                | 123-98                                       | 129-114                                      | 102-119                                      | 106-102                                      |
| Detroit             | 95-106                                       | 86-103                                       | L.A. Lakers                                  | 129-101                                      |                                              | 127-121                                      | 116-120                                      |
| Indiana             | 140-112                                      | 125-117                                      | Phoenix                                      | 120-104                                      | 127-120                                      | 120-114                                      | 123-112                                      |
| Milwaukee           | 121-117                                      | 110-98                                       | Sacramento                                   | 113-120                                      | 108-96                                       | 100-116                                      | 105-92                                       |
|                     | 4–1                                          | 3–2                                          |                                              | 7–2                                          | 7–2                                          | 5–4                                          | 5–4                                          |
| Division            | 7–3                                          | 7–3                                          | Division                                     | 12–6                                         | 12–6                                         | 12–6                                         | 12–6                                         |
| Division Atlantique | Division Atlantique                          | Division Atlantique                          | Division Nord-Ouest                          | Division Nord-Ouest                          | Division Nord-Ouest                          | Division Nord-Ouest                          | Division Nord-Ouest                          |
| Équipe              | Domicile                                     | Extérieur                                    | Équipe                                       | Domicile                                     | Domicile                                     | Extérieur                                    | Extérieur                                    |
| Atlanta             | 108-109                                      | 106-117                                      | Dallas                                       | 117-107                                      | 110-87                                       | 92-112                                       |                                              |
| Charlotte           | 102-112                                      | 114-122                                      | Houston                                      | 110-128                                      | 105-109                                      | 124-125                                      | 104-110                                      |
| Miami               | 98-106                                       | 116-113                                      | Memphis                                      | 99-119                                       | 98-105                                       | 107-108                                      |                                              |
| Orlando             | 125-112                                      | 121-113                                      | La Nouvelle-Orléans                          | 90-115                                       | 122-106                                      | 105-100                                      | 134-131                                      |
| Washington          | 113-123                                      | 85-92                                        | San Antonio                                  | 99-127                                       |                                              | 104-118                                      | 97-121                                       |
|                     | 1–4                                          | 2–3                                          |                                              | 3–6                                          | 3–6                                          | 2–6                                          | 2–6                                          |
| Division            | 3–7                                          | 3–7                                          | Division                                     | 5–12                                         | 5–12                                         | 5–12                                         | 5–12                                         |
| Conférence          | 16–14 (Domicile : 8–7 ; Extérieur : 8–7)     | 16–14 (Domicile : 8–7 ; Extérieur : 8–7)     | Conférence                                   | 22–28 (Domicile : 14–12 ; Extérieur : 8–16)  | 22–28 (Domicile : 14–12 ; Extérieur : 8–16)  | 22–28 (Domicile : 14–12 ; Extérieur : 8–16)  | 22–28 (Domicile : 14–12 ; Extérieur : 8–16)  |
| Total               | 38–42 (Domicile : 22–19 ; Extérieur : 16–23) | 38–42 (Domicile : 22–19 ; Extérieur : 16–23) | 38–42 (Domicile : 22–19 ; Extérieur : 16–23) | 38–42 (Domicile : 22–19 ; Extérieur : 16–23) | 38–42 (Domicile : 22–19 ; Extérieur : 16–23) | 38–42 (Domicile : 22–19 ; Extérieur : 16–23) | 38–42 (Domicile : 22–19 ; Extérieur : 16–23) |

## Effectif actuel
| Nuggets de Denver Effectif actuel |    |                                                |                     |                    |
| Entraîneur : Michael Malone       |    |                                                |                     |                    |
| Ailier fort                       | 00 | Drapeau des États-Unis                         | Darrell Arthur      | Kansas             |
| Arrière                           | 5  | Drapeau des États-Unis                         | Will Barton         | Memphis            |
| Arrière                           | 25 | Drapeau des États-Unis                         | Malik Beasley       | Florida State      |
| Ailier, Arrière                   | 21 | Drapeau des États-Unis                         | Wilson Chandler     | DePaul             |
| Ailier fort                       | 35 | Drapeau des États-Unis                         | Kenneth Faried      | Morehead State     |
| Ailier                            | 8  | Drapeau de l'Italie                            | Danilo Gallinari    | Italie             |
| Arrière                           | 14 | Drapeau des États-Unis                         | Gary Harris         | Michigan           |
| Ailier fort                       | 41 | Drapeau de l'Espagne                           | Juan Hernangómez    | Espagne            |
| Ailier fort, Pivot                | 15 | Drapeau de la Serbie                           | Nikola Jokić        | Serbie             |
| Arrière, Ailier                   | 3  | Drapeau des États-Unis                         | Mike Miller         | Floride            |
| Meneur                            | 0  | Drapeau de la république démocratique du Congo | Emmanuel Mudiay (C) | Prime Academy      |
| Arrière, Meneur                   | 27 | Drapeau du Canada                              | Jamal Murray        | Kentucky           |
| Meneur                            | 1  | Drapeau des États-Unis                         | Jameer Nelson       | St. Joseph's       |
| Pivot                             | 23 | Drapeau de la Bosnie-Herzégovine               | Jusuf Nurkić        | Bosnie-Herzégovine |
| Ailier fort, Pivot                | 12 | Drapeau des États-Unis                         | Jarnell Stokes      | Tennessee          |
| (C) Capitaine - Blessé            |    |                                                |                     |                    |

## Contrats et salaires 2016-2017
| Joueur           | Poste          | Âge            | Exp            | Contrat                | Salaire 2016-2017 | Fin du contrat |
| ---------------- | -------------- | -------------- | -------------- | ---------------------- | ----------------- | -------------- |
| Joueurs actuels  |                |                |                |                        |                   |                |
| Darrell Arthur   | PF             | 28             | 8              | 23 000 000 $ sur 3 ans | 8 070 175 $       | 2019           |
| Will Barton      | SG             | 25             | 4              | 10 599 999 $ sur 3 ans | 3 533 333 $       | 2018           |
| Malik Beasley    | SG             | 19             | 0              | 3 327 960 $ sur 2 ans  | 1 627 320 $       | 2020           |
| Wilson Chandler  | SF             | 29             | 9              | 46 500 000 $ sur 4 ans | 11 233 146 $      | 2019           |
| Kenneth Faried   | PF             | 26             | 5              | 50 000 000 $ sur 4 ans | 12 078 652 $      | 2019           |
| Danilo Gallinari | SF             | 28             | 8              | 45 150 000 $ sur 3 ans | 15 050 000 $      | 2018           |
| Gary Harris      | SG             | 22             | 2              | 7 312 615 $ sur 4 ans  | 1 655 880 $       | 2018           |
| Juan Hernangómez | PF             | 21             | 0              | 4 064 280 $ sur 2 ans  | 1 987 440 $       | 2020           |
| Nikola Jokić     | C              | 21             | 1              | 4 075 500 $ sur 3 ans  | 1 358 500 $       | 2019           |
| Mike Miller      | SG             | 36             | 16             | 7 000 000 $ sur 2 ans  | 3 500 000 $       | 2018           |
| Emmanuel Mudiay  | PG             | 20             | 1              | 9 725 520 $ sur 3 ans  | 3 241 800 $       | 2019           |
| Jamal Murray     | PG             | 19             | 0              | 6 566 160 $ sur 2 ans  | 3 210 840 $       | 2020           |
| Jameer Nelson    | PG             | 34             | 12             | 13 621 575 $ sur 3 ans | 4 540 525 $       | 2018           |
| Jusuf Nurkić     | C              | 22             | 2              | 8 473 305 $ sur 4 ans  | 1 921 320 $       | 2018           |
| Jarnell Stokes   | PF             | 22             | 2              | 2 031 676 $ sur 2 ans  | 980,431 $*        | 2018           |
| Total salaire    | Total salaire  | Total salaire  | Total salaire  | Total salaire          | 73 989 362 $      | -              |
| Joueurs coupés   | Joueurs coupés | Joueurs coupés | Joueurs coupés | Joueurs coupés         | 1 230 431 $       | -              |
|                  |                |                |                |                        |                   |                |
| Total            | Total          | Total          | Total          | Total                  | 75 219 793 $      | Différence     |
| Salary Cap       | Salary Cap     | Salary Cap     | Salary Cap     | Salary Cap             | 94 143 000 $      | 18 923 207 $   |
| Luxury Tax       | Luxury Tax     | Luxury Tax     | Luxury Tax     | Luxury Tax             | 113 287 000 $     | 38 067 207 $   |

- 2017 = Joueur agent libre en fin de saison.
- 2017 = Joueur agent libre restreint en fin de saison.
- *Contrat non garanti

## Transferts

### Échanges
| Juin         | Juin                                             | Juin                                                                                      | Juin                   |
| ------------ | ------------------------------------------------ | ----------------------------------------------------------------------------------------- | ---------------------- |
| 23 juin 2016 | Échange à deux équipes                           | Échange à deux équipes                                                                    | Échange à deux équipes |
| 23 juin 2016 | Vers Nuggets de Denver - Compensation financière | Vers Thunder d'Oklahoma City - Droits sur le 56e choix de la Draft 2016 : Daniel Hamilton | [ 2 ]                  |

### Joueurs qui re-signent
| Joueur         | Contrat                           | Référence |
| -------------- | --------------------------------- | --------- |
| Darrell Arthur | Contrat de 23 000 000 $ sur 3 ans | [ 3 ]     |
| Mike Miller    | Contrat de 5 000 000 $ sur 2 ans  | [ 4 ]     |

#### Options joueur et équipe
| Joueur         | Option                                                                                    |
| -------------- | ----------------------------------------------------------------------------------------- |
| Darrell Arthur | Décline son option joueur de 2 940 000 $ pour la saison 2016-2017 et devient agent libre. |

### Arrivés
| Joueur                               | Contrat                          | Provenance                 | Référence |
| ------------------------------------ | -------------------------------- | -------------------------- | --------- |
| Malik Beasley (Draft 2016, choix 19) | Contrat de 3 300 000 $ sur 2 ans | Seminoles de Florida State | [ 5 ]     |

### Départs
| Joueur         | Raison départ | Nouvelle équipe ¹ | Référence |
| -------------- | ------------- | ----------------- | --------- |
| D. J. Augustin | Agent libre   | Magic d'Orlando   | [ 6 ]     |

¹ Il s'agit de l’équipe pour laquelle le joueur a signé après son départ, il a pu entre-temps changer d'équipe ou encore de pays.